# Хейзъл Рийвс
Хейзъл Рийвс (на английски: Hazel Reeves) е британска скулпторка със седалище в Съсекс, Англия, която се специализира в поръчки за фигури и портрети от бронз. Работата ѝ е показвана широко в Англия и Уелс. Член е на Кралското дружество на скулпторите и Дружеството на жените художници.
Рийвс е родена в Кройдън, Съри и сега живее в Брайтън, Източен Съсекс. Тя посещава училището „Имбърхорн“ в Източен Гринстед, Западен Съсекс, бизнес училището в Кингстън и Лондонското училище по икономика и политически науки (LSE), за да учи международно развитие и равенство между половете с магистърска степен по икономика. През 2003 г. тя учи скулптура със Силвия Макрей Браун в Университета на Съсекс, в Училището за изящни изкуства „Хедърли“ (Лондон) и през 2009 г. във Флорентинската академия по изкуства, Италия.
Статуята на Садако Сасаки е първата квазипублична поръчка на Хейзъл Рийвс.

## Творчество
- Статуя на сър Найджъл Гресли, гара Кингс Крос, Лондон
- Бронзовата статуя на Cracker Packers, Карлайл
- Женска бронзова статуя на Емелин Панкхърст, Манчестър
- Паметник на Садако Сасаки в Лондон
- Статуята на Елизабет Уолстенхолм Елми